# Gipskarton
Gipskarton (GK) ist ein Baustoff aus Gips, meistens in Verwendung als Gipsplatten (GK) – auch Gipskarton-Bauplatte (GKB) – mit beidseitigem Kartonage-Bezug, im Trocken- oder Akustikbau. Ihre Biegesteife erhalten die Platten durch die beidseitige Kartonage, die die Zugkräfte aufnimmt (Sandwich-Bauweise).
Neben Gips(karton)platten gibt es für dieselben Anwendungsfälle auch Gipsfaser-Platten. Diese benötigen keine Karton-Ummantelung, weil sie im Inneren Fasern enthalten, die diese Platten ausreichend steif machen.
Des Weiteren gibt es Gipswandbauplatten. Diese bestehen ausschließlich aus Stuckgips, sind 60 bis 100 mm stark und umlaufend mit Nut und Feder versehen.

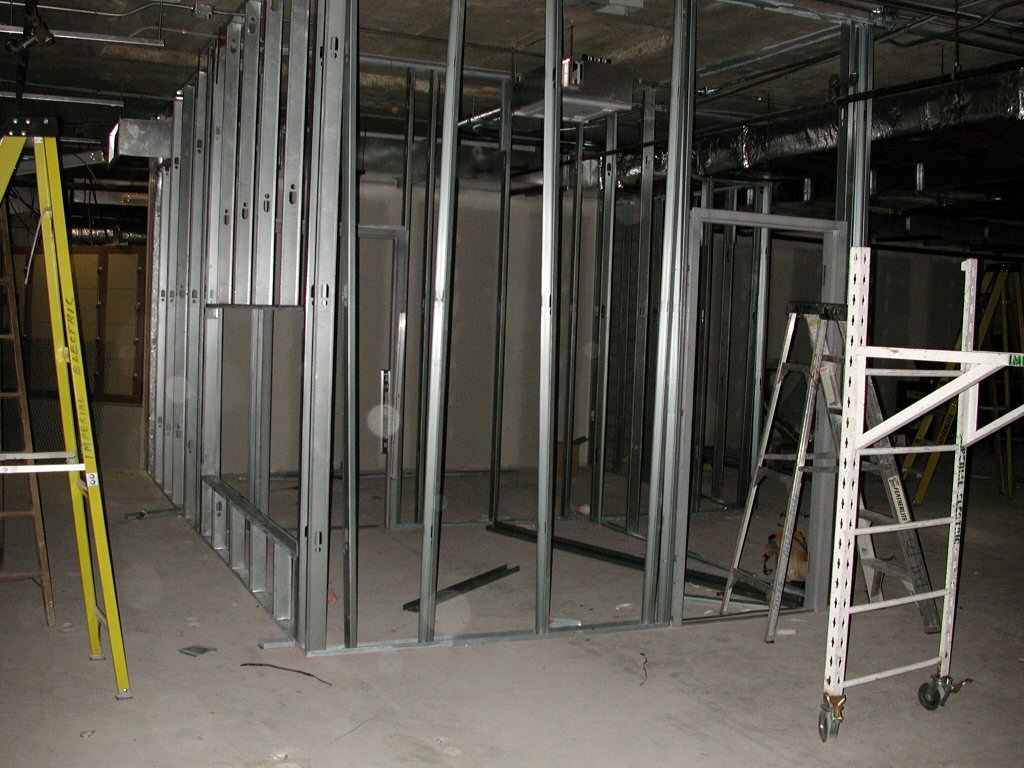
Metall-Ständerwerk im Trockenbau

## Verwendung
Durch die verschiedenen Eigenschaften wie geringes Gewicht, einfache und schnelle Verarbeitung, hoher Feuerwiderstand sowie im Vergleich zum Massivbau geringeren Flächenverlust durch Errichtung dünnerer Wände wird Gipskarton vor allem zur Herstellung von leichten, nichttragenden Innenwänden, abgehängten Decken, Dachschrägenverkleidungen oder Estrichen verwendet.
Auf Grund der geringen Wasser-/Feuchtebeständigkeit sollte Gipskarton nur im Innenbereich verwendet werden. Bei entsprechenden klimatischen Bedingungen (hohe Luftfeuchte) kann die Kartonschicht einen Nährboden für Schimmel bilden. Häufige Kondensation an der Oberfläche fördert die Anhaftung (Adhäsion) von Mikroorganismen.

### Innenausbau und Verkleidungen
Man verwendet Gipsplatten zur Herstellung von nichttragenden Innenwänden, die später leicht zurückgebaut oder abgeändert werden können. Sie finden auch Anwendung als sogenannter Trockenputz, indem Gipsplatten entweder mit Ansetzbinder direkt auf die Rohwand geklebt oder auf eine Unterkonstruktion montiert werden.
Zur Verkleidung von Sanitärinstallationen, Elektroleitungen und anderen technischen Einrichtungen werden sogenannte Verkofferungen (auch „Abkofferungen“, früher „Rabitzkasten“) verwendet. Solche Verkleidungen finden sich oft auch in Form einer Vorwand. Hier können die Platten auf einer konventionellen Unterkonstruktion (s. u.) befestigt werden. Zur Befestigung von Fliesen sind zwei Lagen Gipskarton (gegebenenfalls imprägniert) und eine spezielle Grundierung zu verwenden. Das Einbauen von Wartungsöffnungen für die Installationsleitungen ist zu empfehlen.
Wenn die Wand tapeziert werden soll, so ist die Behandlung mit einem Tapeziergrund sinnvoll. Diese Imprägnierung vermindert die Saugfähigkeit und wirkt als Trennschicht. Bei einem späteren Tapetenwechsel verhindert sie beim Ablösen, dass die Kartonschicht der Platte aufweicht und ebenfalls abgelöst wird und die Platte dadurch zerstört wird.

### Spezielle Verwendung

#### Feuchträume
Für Feuchträume gibt es imprägnierte Platten mit der Bezeichnung GKFI bzw. GKBI, die zur leichten Unterscheidung grün gefärbt sind. Sie sind durch Zusätze unempfindlicher gegen Schimmelbildung. Zum Verspachteln der Fugen gibt es Fugenmassen mit entsprechenden Zusätzen, ebenfalls grün gefärbt.
Gipsbaustoffe sind im dauerfeuchten Bereich nicht beständig und verlieren ihre Festigkeit. Hier werden alternativ Zementfaserplatten eingesetzt.
Ist der Auftrag von Wandputz oder eines Fliesenbelags vorgesehen, eignen sich auch beschichtete Hartschaumplatten (Bauplatten), Calciumsilikat-Platten, Holzwolle-Leichtbauplatten sowie steife, verputzbare Mineralfaserplatten.

#### Schallschutz
Ein Nachteil von Trockenbauwänden gegenüber gemauerten Wänden besteht in ihrer geringeren Stabilität. Angrenzende Bauteile wie z. B. die Holzkonstruktion eines Hochbetts können an die Gipsplatten Geräusche weiterleiten, die durch Resonanz der flexiblen Platten noch verstärkt werden. Aus diesem Grund ist es generell empfehlenswert, Anschlüsse zu anderen Bauteilen durch dünne Schaumstoff-, Filz- oder Mineralwollstreifen akustisch zu entkoppeln.
Der Schutz vor Luftschall wird bei Gipsplattenwänden durch das Prinzip der biegeweichen Schalen erreicht. Hierzu ist erforderlich, dass eine durchgehende Außenfläche (Schale) des Bauelements mit der zweiten Schale gar nicht oder jedenfalls nicht starr verbunden ist. Bei einer Wand wird dies beispielsweise durch eine doppelte Ständerkonstruktion erreicht. Eine Unterdecke kann an der tragenden Decke durch Federabhänger befestigt werden.

Die Schalldämmung wird durch eine Lage einer speziellen Mineral- oder Weichfaserplatte verbessert, welche die Luftströmung im Hohlraum und damit die Schallübertragung dämpft. Wandöffnungen, z. B. Steckdosen, Lichtschalter, verringern den Schallschutz.

Gipsplatten werden, in gelochter oder geschlitzter Form, auch als Akustikdecken zur Raumschalldämmung verwendet. Die Decken werden hierzu mit einer Auflage aus absorbierendem Material wie z. B. Akustikvliesen, Polyestervliesen oder Mineralwolle versehen.

#### Brandschutz
Gips enthält chemisch gebundenes Wasser, welches bei starker Erwärmung als Wasserdampf abgespalten wird und dadurch die angrenzenden Bauteile für eine begrenzte Zeit kühlen kann. Bei dieser Abgabe des Kristallwassers entsteht aus dem Gips Anhydrit, wodurch die Stabilität verringert wird. Dies liegt auch an der Änderung des Kristallsystems. Die Gipschicht enthält zusätzliche Fasern, die im Brandfall die Platte stabilisieren.
Mit speziellen Gipskartonfeuerschutzplatten (GK-F) im System (nach Herstellerangaben und unten genannten Normen) können Feuerwiderstandsklassen von F90 problemlos erreicht werden. Auch darunterliegende feuerempfindliche Bauteile, wie Stahlkonstruktionen, können gegen Brandeinwirkung geschützt werden.
Die bisherigen GKF-Platten (Gipskartonfeuerschutzplatten, bzw. GKFI für imprägnierte Platten) werden nach der neuen DIN EN 520 als Typ F (mit verbessertem Gefügezusammenhalt des Kerns bei hohen Temperaturen) oder Typ D (mit definierter Dichte) bezeichnet.
In der Brandschutznorm der DIN 4102-4 werden die maximalen Befestigungsabstände bei Brandschutzanforderungen festgelegt. Die größtmöglichen Schraubenabstände betragen beispielsweise 25 cm an der Wand und 17 cm an der Decke.

#### Strahlenschutz
Die Strahlenschutzplatte GKF mit Bleiblech ist eine Brandschutzplatte nach DIN 18180, die auf der Rückseite mit 0,5–3 mm starkem Bleiblech kaschiert ist. Die Kaschierung dient dem Schutz vor Röntgenstrahlung und wird primär im medizinischen oder industriellen Bereich eingesetzt. Für die Fugen zwischen den Platten gibt es Bleibänder, die auf die Ständer geklebt werden, dazu Schutzkappen mit Bleiblechen, die Öffnungen von Steckdosen und Lichtschaltern gegen austretende Strahlung abschirmen. Reste vom Einbau oder von einem Abriss müssen gemäß den örtlichen Vorschriften speziell entsorgt werden, dabei gelten andere Regeln als beim Entsorgen von gipshaltigen Abfällen und Gipskartonplatten allgemein.

## Geschichte
Die Gipskartonplatte wurde 1894 in den USA von Augustine Sackett zum Patent angemeldet, jedoch erst ab 1910 industriell gefertigt. Als Synonym für Gipsplatten wird im deutschsprachigen Raum auch oft der Name Rigips-Platte genutzt, da die ersten Gipskartonplatten auf dem europäischen Festland seit 1938 in Riga („Rigaer Gips“) hergestellt wurden. Der daraus abgeleitete Name Rigips ist ein Produkt- und Herstellername, der inzwischen zum generalisierten Markennamen geworden ist. Die RIGIPS-Platte war 1949 ein für den deutschen Baumarkt völlig neues Erzeugnis für den Innenausbau. Hergestellt wurde sie zu Beginn von den Vereinigten Baustoffwerken Bodenwerder GmbH (jetzt: Saint-Gobain Rigips GmbH).
Im Zuge der Harmonisierung der nationalen und europäischen Normen wurde der Name von Gipskartonplatte in Gipsplatte geändert.

## Hersteller

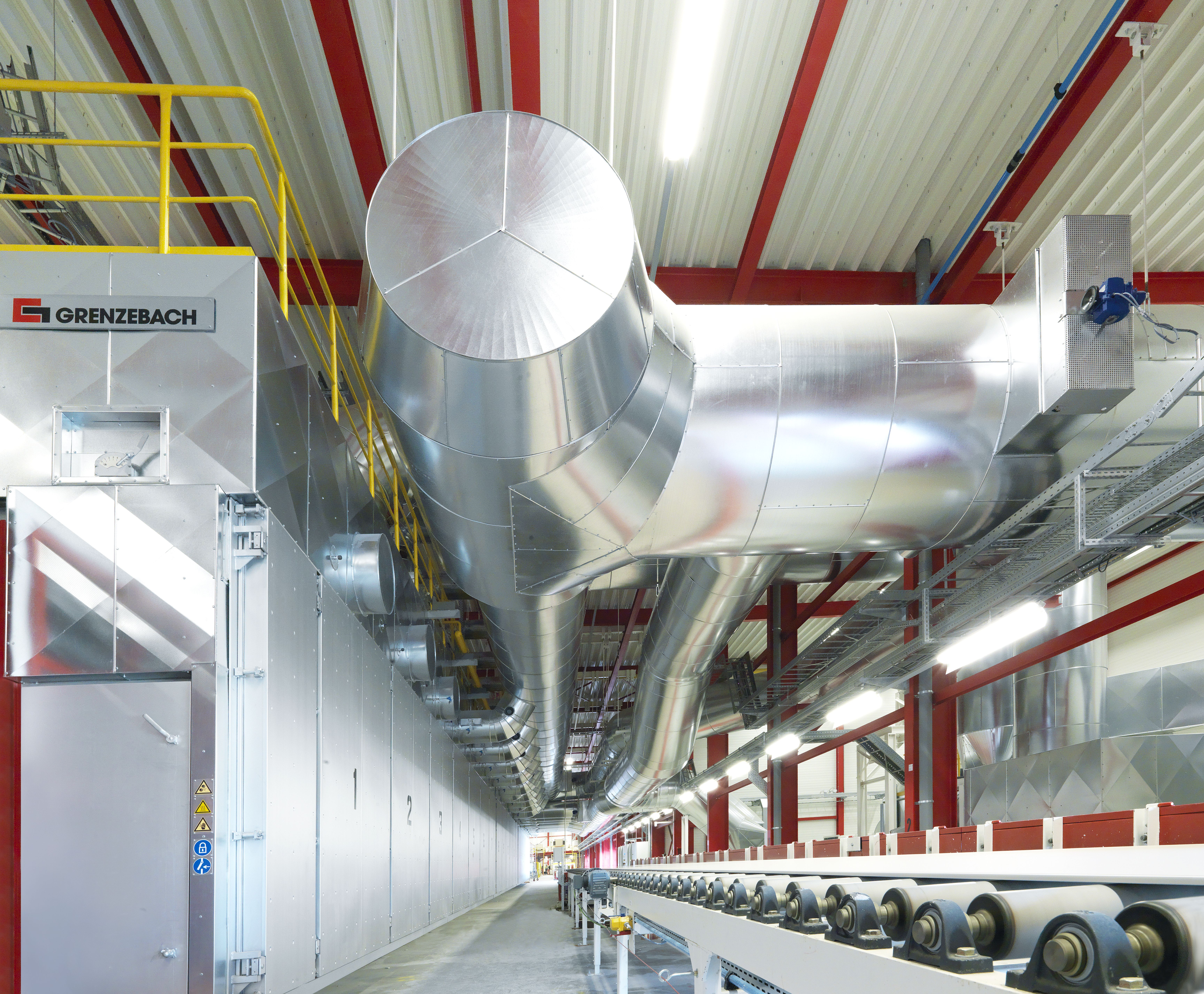
Fertigungslinie für Gipskartonplatten

- Saint-Gobain Rigips
- Siniat[2]
- Knauf Gips
- Danogips
- Gypsys, NL
- Vogl Deckensysteme

## Verarbeitung
Wird die Kartonschicht mit einem Cuttermesser durchtrennt, kann der Gipskern der Platte leicht über eine (möglichst scharfe) Kante nach hinten gebrochen werden. Die zweite Kartonschicht wird dann ebenfalls durchschnitten.
Gipsplatten werden auf eine Unterkonstruktion aus Holz oder verzinkten Stahlblechprofilen aufgeschraubt. Die Fugen (nur die Längsränder der Platte sind einseitig etwa 4 cm breit etwa 1 mm vertieft) sowie die ausreichend tief eingedrehten Schrauben werden mit Spachtelmasse zu einer glatten Oberfläche verspachtelt. Zur kraftschlüssigen Verbindung und Verhinderung von Rissen werden die Fugen 6 cm breit überlappend Glasfaservlies-Streifen oder Gitter-Klebebänder zur zugfesten Bewehrung eingebettet. Nach zwei- bis dreimaliger Verspachtelung werden die verspachtelten Stellen mit Schleifpapier oder speziellen Schleifgittern geschliffen, um eventuelle Spachtelgrate und Unebenheiten zu entfernen. Das kann von Hand mit einem Schleifbrett erfolgen, besonders an der Decke jedoch vorteilhaft mit einem an einer Stange gelenkig über Kopf geführten motorgetriebenen Schleifteller. Staubschutz für Atmung und Augen ist nötig, das Tragen von Handschuhen verringert die Entfettung der Haut durch den Gipsstaub.
Anschlüsse zu angrenzenden Bauteilen werden häufig mit dauerelastischer Fugenmasse aus Acryl verfugt, in Feuchträumen mit Silikon. Insbesondere die Acrylfugen neigen zum Altern und dann später unkontrolliert zum Reißen. Besser ist es, zum angrenzenden Bauteil einen Trennstreifen (Schaumstofffolie) aufzukleben, den überstehenden Trennstreifen abzuschneiden und dann zuzuspachteln. Danach kann die Fugenmasse aufgebracht werden. An Außenecken werden zum Schutz vor Beschädigung Alu-Eckprofile eingespachtelt.
Ein Tag nach dem Spachteln kann die Endbehandlung der Oberfläche erfolgen. Die meistens grauen Platten können mit Farbe überstrichen oder mit einer Grundierung zum Tapezieren vorbereitet werden. Speziell vor dem Aufbringen von Tapeten sollte man grundieren, da man bei einer nachfolgenden Renovierung die Tapeten sonst nicht wieder von der Kartonbeschichtung trennen kann.
Estrichplatten werden zweischichtig und meist auf einer Ausgleichsschüttung verlegt, an den versetzten Stößen verleimt und anschließend verschraubt.

### Unterkonstruktion

#### Wände
Heute werden als Unterkonstruktion meistens Metallprofile verwendet, da sie sich, anders als die früher verwendeten Hölzer, bei Feuchtigkeit nicht verformen. Folgen wie Spannungsrisse in der Verspachtelung der Gipsplatten sowie Brandbeschleunigung können vermieden werden. Das gilt vor allem für Feuchträume oder andere Bereiche mit stärker schwankender Luftfeuchtigkeit wie beispielsweise Bad, Hauswirtschaftraum, Küche, Garage oder Hauseingänge. Wenn keine größeren Temperatur- oder Feuchtigkeitsschwankungen zu erwarten sind, kann den teureren Metallprofilen sägeraues Holz vorgezogen werden (das aber gemäß den meisten gültigen Normen und Verarbeitungsanleitungen der Hersteller nicht zulässig ist). Mittels Ansetzgips-Binder-Patzen oder -Streifen können Gipsplatten auch direkt auf vorbereitetes Mauerwerk gesetzt werden.
Eine Unterkonstruktion aus Metallprofilen besteht senkrecht aus C-förmigen und waagerecht an Decke und Boden aus U-förmigen verzinkten Stahlblechprofilen in den Breiten 50, 75, 100 (seltener: 125 und 150) mm. Für Türöffnungen sind spezielle Profile mit höherer Materialstärke, sogenannte U-Aussteifungsprofile 2,0 mm, zu verwenden, die über Befestigungswinkel derselben Materialstärke kraftschlüssig mit der sogenannten Rohdecke und dem Rohboden verbunden verwenden; alternativ können Kanthölzer in die C-Profile gestellt werden.
Inzwischen werden auch neuartige I-förmige Holzprofile angeboten, die aus zum Teil kreuzweise verklebten getrockneten Holzlagen bestehen und das Verformungsproblem entschärfen.
Aus 50-mm-GK-Ständerwerk und beidseitiger doppelter Beplankung mit 12,5-mm-Platten ergibt sich eine Wand von 100 mm Stärke, bei einfacher Beplankung eine von 75 mm Stärke. Bei zweifacher Beplankung werden die senkrechtstehenden Platten mit einer Breite von 125 cm um 62,5 cm versetzt, die Querstöße sind zueinander um mindestens 40 cm zu versetzen. Dabei muss die erste Schicht nicht unbedingt verspachtelt werden (nur bei Brandschutz- und Schallschutzanforderungen vorgeschrieben). Zur Schalldämmung wird vor dem Befestigen der Profile am Baukörper eine sogenannte Anschlussdichtung meist aus Schaumstoff mit ca. 3,0 mm Stärke auf die U- und das erste und letzte C-Profil (also die Profile, die an die angrenzenden Bauteile befestigt werden) aufgeklebt.

#### Decken
Bei abgehängten Decken sind sogenannte Abhänger üblich, mit denen die verzinkten Stahlblechprofile an der Decke befestigt werden, das sind sogenannte CD-Profile und UD-Profile in 28 mm. Randprofile (U-Profile) sorgen für den Anschluss an den Wänden. Für die auf Zug belasteten Abhänger werden grundsätzlich Metalldübel verwendet, da Kunststoffdübel bei einem Brand schmelzen (die Befestigung der Abhänger mit Kunststoffdübeln ist in den meisten europäischen Ländern normativ nicht zulässig, und es gibt derzeit keinen Produzenten, der Kunststoffdübel für die Montage der Abhänger empfiehlt und freigegeben hat – Stichworte: Weichmacherschwund und Versprödung) und die Decke dadurch zum Einsturz bringen können. Die Randprofile haben keine tragende Wirkung, dürfen daher auch bei Brandschutzdecken mit Kunststoffdübeln befestigt werden. (Achtung! Da eine solche Decke genau nach den vorliegenden Prüfzeugnissen aufgebaut werden muss, ist hierfür in jedem Fall grundsätzlich mit dem Systemgeber Rücksprache zu halten!) Es ist jedoch unbedingt darauf zu achten, dass das erste CD-Profil maximal 100 mm von der Wand entfernt montiert wird.
Neben einer Abhängung mit Metallprofilen ist auch eine etwas aufwendigere und schwerere Abhängung aus sägerauem Holz möglich.

### Besonderheit beim Dachgeschossausbau
Bei einem Dachgeschossausbau sollten GK-Platten unter 20 mm Stärke nicht von unten direkt an den hölzernen Sparren befestigt werden. Besser ist es, vor der Montage eine Unterkonstruktion aus Holz oder GK-Profilen zum Ausgleich und zum Schutz vor Rissbildung zu montieren. Wichtig bei dieser Art der Montage ist, die Dampfbremse nicht zu beschädigen.

## Material
Üblicherweise werden bei der Herstellung entweder Naturgipse, die im Bergbau gewonnen werden, oder REA-Gipse eingesetzt. Das erklärt auch die regionale Fokussierung der herstellenden Werke an Orten, wo Naturgips vorkommt oder seit der deutschen Wiedervereinigung in direkter Nachbarschaft zu Braunkohlekraftwerken, bei denen der REA-Gips als Abfallprodukt anfällt. Grundsätzlich sind beide Materialien gleichwertig. In der Praxis hat sich jedoch gezeigt, dass Platten aus REA-Gips etwas leichter sind. Naturgipse eignen sich wesentlich besser zur Herstellung von Sonderanfertigungen, bei denen die Platten gebogen werden müssen, da sie bruchfester sind. Ursache hierfür ist die Anordnung der einzelnen Gipskristalle, die bei Naturgips chaotischer ist als bei REA-Gips.
Zum Verschrauben werden Schnellbauschrauben (SBS grob für Holz-Unterkonstruktionen, fein für Metall-UK) verwendet. Diese Schrauben sind phosphatiert (schwarze Oberflächenbeschichtung), um chemische Reaktionen mit dem Gips und daraus resultierende Verfärbungen zu vermeiden. Für die Metallprofile eignen sich selbstschneidende Schrauben besser als nur spitze.
Zum Ablängen oder Knicken der standardisierten Stahlblechprofile werden seit einigen Jahren auf der Baustelle Stanzen eingesetzt, die schneller, leiser und sauberer arbeiten als Trennschleifer oder Eisensäge.
Gipskarton-Leichtbauwände und Gipskartondecken, sowie Akustik-Lochdecken mit Spachtelmassen (insbesondere als lineare Fugenfüller und als punktueller oder flächiger Glättspachtel), die vor den 90er-Jahren errichtet wurden, können Asbest enthalten.

### Zusätze
Teilweise werden Fasern aus Kunststoff, Glas oder Zellulose in den Gips eingemischt, diese Gipsfaser-Platten sind statisch belastbarer und auch in Feuchträumen zu verwenden.

## Formate
Die nachfolgende Tabelle beschreibt die gebräuchlichsten Plattenformate. Im Handel werden darüber hinaus auch Sonderformate angeboten.
| Stärke (mm)                         | Regelbreite (mm)                 | Regellänge (mm) |
| ----------------------------------- | -------------------------------- | --------------- |
| 9.5 12.5 15.0 18.0                  | 600 bis 1250 (Sonderbreite 1200) | 2000 bis 4000*  |
| 20.0 25.0                           | 600 + 625                        | 2000 bis 3500*  |
| 9.5                                 | 400                              | 1500 und 2000   |
| * Längen in Abstufung von je 250 mm |                                  |                 |

Außerdem gibt es die „Ein-Mann-Platte“ mit einem Maß von 1500 × 1000 × 10 mm, 2000 × 600 × 12,5 mm und 2600 × 600 × 12,5 mm.
Diese passen dann allerdings nicht auf das Standard-Raster von 62,5 cm bei Ständerwänden.

## Entsorgung
Für die Entsorgung von Gipskarton gibt es mehrere Wege.
Deutscher Gipskarton wird aktuell zur Sanierung der Uranschlammteiche der MAPE in Mydlovary verwendet. Durch diese Verwertung wird das Material dem Recyclingkreislauf entzogen (siehe Abfallhierarchie). Beim Kontakt mit Klärschlämmen und anderen organischen Stoffe kann sich Schwefelwasserstoff bilden. Gipskarton ist wasserlöslich und geochemisch nicht inert, weshalb dieser Entsorgungsweg teilweise kritisiert wird.
Gem. Art. 4 der EG-Abfall-RahmenRL (§6 KrWG) ist Gipskarton vorrangig einer Wiederverwendung zuzuführen. Er wird hierbei vom Trägerpapier befreit und zu sogenanntem RC-Gips aufbereitet.

## Normen
In Deutschland sind u. a. folgende Normen (DIN) zu beachten:
- DIN EN 520 Gipsplatten – Gipsplatten-Begriffe, Anforderungen, Prüfverfahren
- DIN 18180 Gipskartonplatten – Arten, Anforderungen, Prüfung (Ausgabe 2008 gilt in Deutschland)
- DIN 18181 Gipskartonplatten im Hochbau – Grundlagen für die Verarbeitung
- DIN 18182 Zubehör für die Verarbeitung von Gipskartonplatten
- DIN 18183 Montagewände aus Gipskartonplatten – Ausführung von Metallständerwänden
- DIN 18184 Gipskarton-Verbundplatten mit Polystyrol- oder Polyurethan-Hartschaum als Dämmstoff
- DIN EN 520 ersetzt DIN 18180 (in Koexistenz bis 1. März 2007)

In Österreich regeln unter anderem folgende Normen die Produktion-Verarbeitung und Planung im Bereich Gipsplatte:
- ÖNorm B 3415 Gipsplatten und Gipsplattensysteme-Regeln für die Planung und Verarbeitung
- ÖNorm B 2340 Maßnahmen zur Erfüllung der Anforderungen an die Luftdichtheit der Gebäudehülle von Holz- und Holzfertigteilhäusern
- ÖNorm B 3358 Teil 6 Nichttragende Innenwandsysteme Teil 6: Ständerwandsysteme mit Gipsplatten (Gipskartonplatten)
- ÖNorm B 3410 Gipsplatten für Trockenbausysteme (Gipskartonplatten) Arten, Anforderungen und Prüfungen
- ÖNorm B 5330 Teil 10 Türen-Teil 10: Stahlzargen für Ständerwandsysteme mit Gipsplatten
- ÖNorm EN 520 Gipsplatten-Begriffe, Anforderungen und Prüfverfahren